# (5220) Vika
(5220) Vika  es un asteroide perteneciente al cinturón de asteroides, descubierto el 23 de septiembre de 1979 por Nikolái Chernyj desde el Observatorio Astrofísico de Crimea.